# 斯科爾特薩米語
斯科爾特薩米語（sääʹmǩiõll，即“萨米语”；或 ，即“东萨米语”，如果需要和其他萨米语区分的话），是乌拉尔语系中的薩米語之一。現在斯科爾特薩米語的使用者在芬兰約有320人，在俄罗斯洛沃泽罗湖周围的地区中约有20至30人。以前在挪威内伊登地区也曾经有人说。1973年，斯科爾特薩米語制定了拉丁字母書寫標準。
“斯科尔特”（Skolt）这个术语是由强势文化社群的人来称呼斯科尔特萨米人的，并像“拉普人”（Lapp）那样带有负面的意思。尽管如此，这个术语还是用于文化及语言研究中。

## 历史

俄罗斯境内的萨米语分布及村落：
斯科尔特萨米语

在二战前芬兰领土内斯科尔特萨米语通行于四个村庄。在佩察莫，斯科尔特萨米语曾通行在两个村庄。当在二战后佩查莫割让个苏联后，那些斯科尔特萨米人撤离至伊纳里市镇的伊纳里村、塞韦蒂耶尔维村和内利姆村。
在俄罗斯（之前苏联）方面，斯科尔特萨米语曾在三个现在已不存在的萨米村庄里使用。有一些斯科尔特萨米语使用者可能还住在另外两个村庄：图洛玛（Tuloma）和洛沃泽罗（Lovozero）。
在挪威领土内斯科尔特萨米语曾在南瓦朗厄爾市镇内通行，其文化中心在内伊登村。但现今在挪威再也没有以斯科尔特萨米语为母语的人了。

## 地位

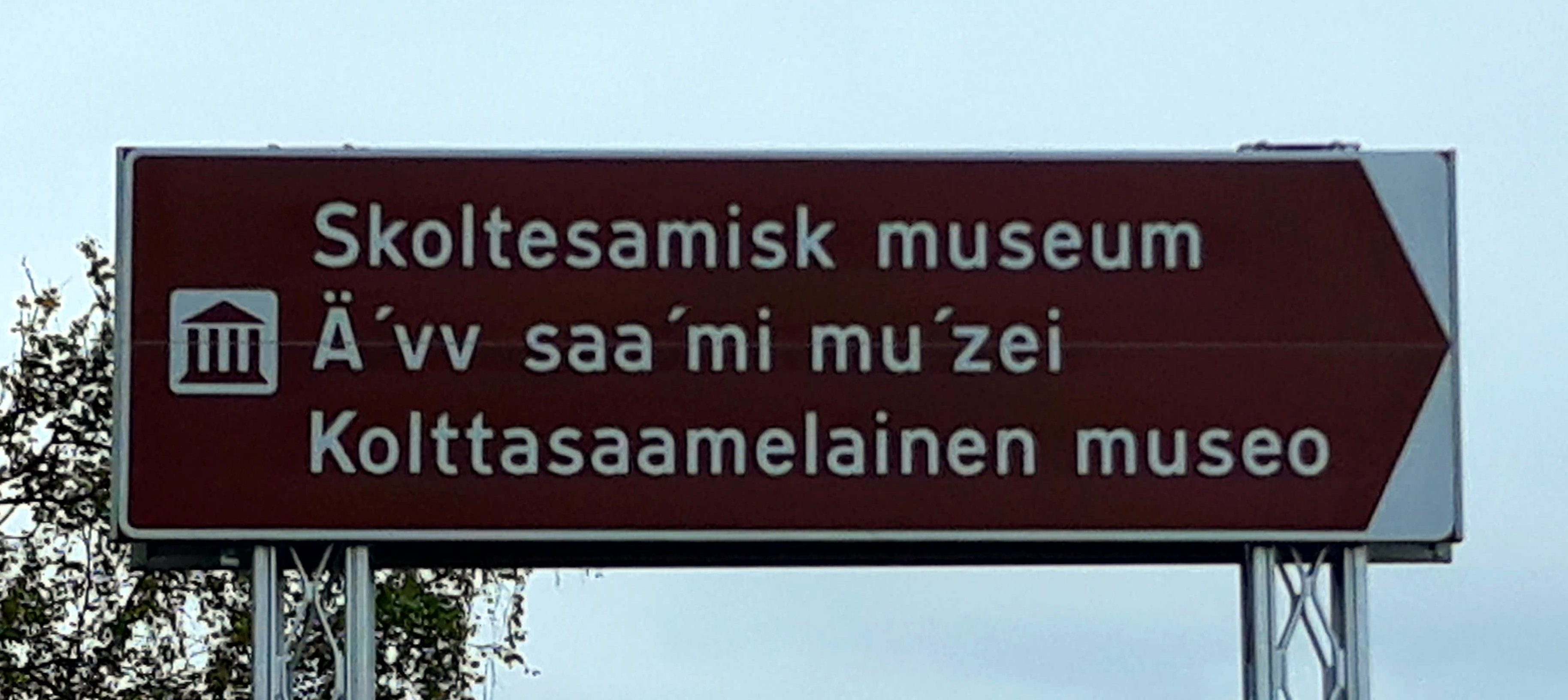
在挪威南瓦朗厄爾市镇内伊登村里指向斯科尔特萨米博物馆的三语指示牌（挪威语、斯科尔特萨米语和芬兰语）

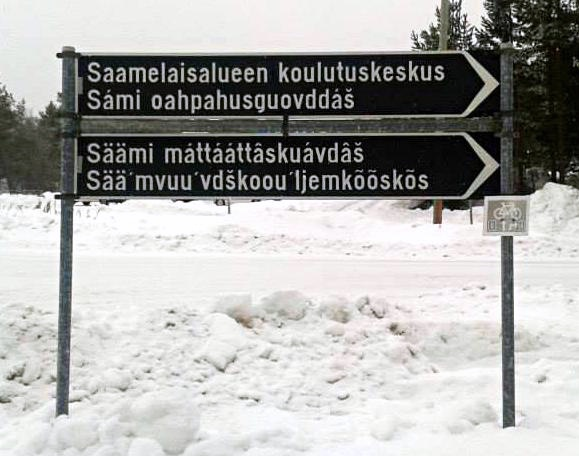
伊纳里市镇内用四门语言书写的街道指示牌（萨米地区教育中心），四门语言从上到下是：芬兰语、北萨米语、伊纳里萨米语和斯科尔特萨米语，伊纳里是芬兰唯一有四门官方语言的市镇

在芬兰，大约有400人说斯科尔特萨米语。根据芬兰的《萨米语言法》，在拉普兰区可以使用三种萨米语来跟政府办事，斯科尔特萨米语是其中之一。在伊纳里市镇也是官方语言之一。在那里的小学里可以作为母语或外语来学习该语言。只有少数青少年学习并在日常生活中使用它，因此斯科尔特萨米语是一门严重濒危语言，甚至比在同一市镇使用者数量相当的伊纳里萨米语还濒危。并外，也有很多斯科尔特萨米人在该地区之外居住，特别是在首都地区。

## 使用

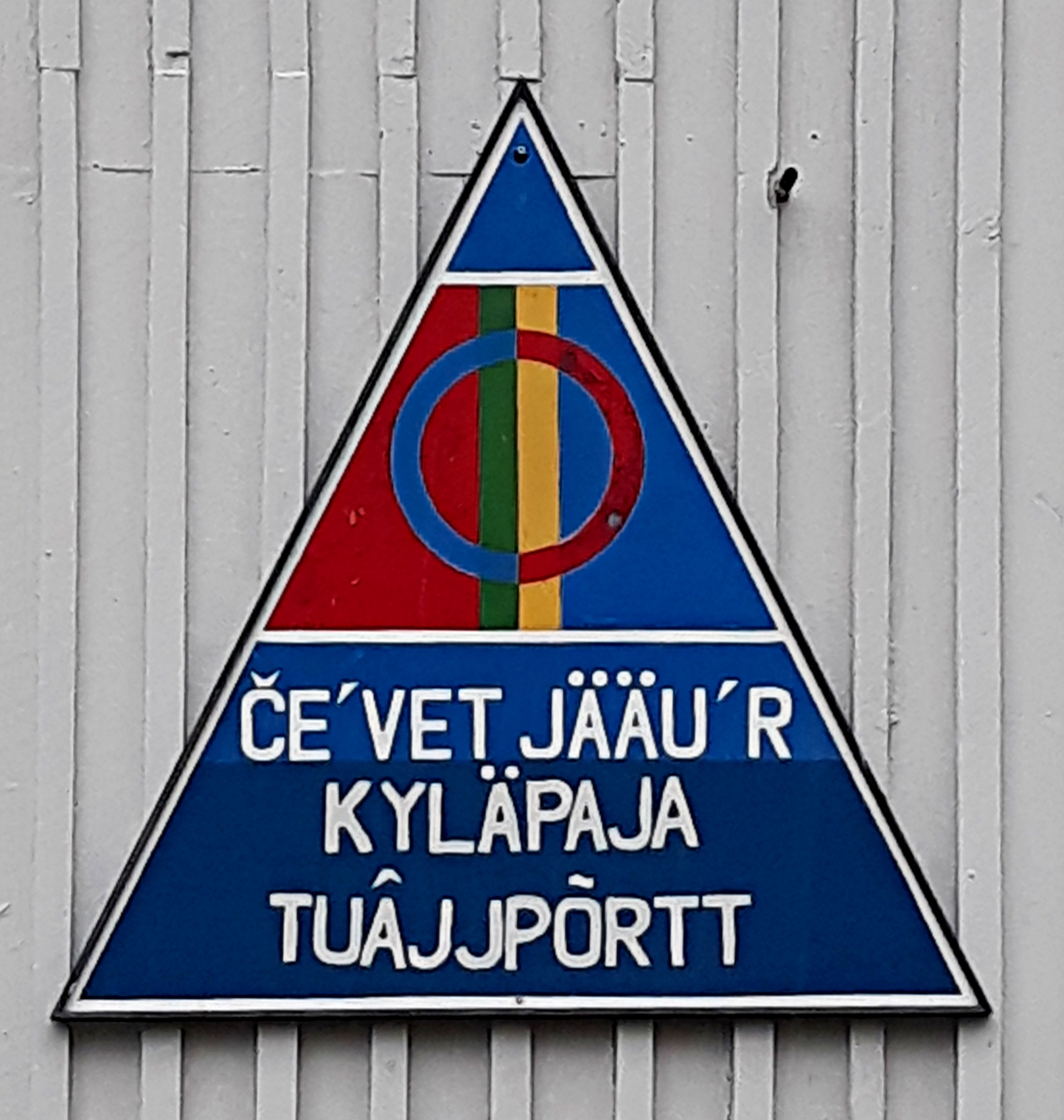
塞韦蒂耶尔维村的作坊

### 媒体
从1978年到1986年，斯科尔特萨米人有一份用自己语言出版的季刊。自2013年起开始出版一份新的年刊。
2016年8月26日芬兰广播公司萨米语新闻节目（Yle Ođđasat）首次出现了一位斯科尔特萨米语新闻播报员。除此以外，该新闻节目也时常用斯科尔特萨米语播报单条新闻。另外，芬兰广播公司也播放斯科尔特萨米语电视节目，包括儿童节目。

### 宗教
第一本用斯科尔特萨米语出版的书籍是1983年出版的东正教祈祷书（Risttoummi moʹlidvaǩeʹrjj，“东正教徒的祈祷书”）。《约翰福音》（Evvan evaŋǧeʹlium）的译本在1988年出版，《约翰一世礼仪》（Pââʹss Eʹččen Evvan Krysostomoozz Liturgia）的译本出版于2002年。在拉普兰东正教堂区位于伊瓦洛村、塞韦蒂耶尔维村和内利姆村的教堂里斯科尔特萨米语跟芬兰语一起用于礼拜仪式中。

### 音乐
如同伊纳里萨米语一样，斯科尔特萨米语也同样出现了一个新的潮流：蒂娜·萨尼拉-艾基奥用斯科尔特萨米语演唱摇滚歌曲。她已经发行了两张CD唱片。

### 教育
1993年为7岁以下的儿童开办了语言巢项目。一段时间以来给该项目注入的资金断断续续，这导致了一部分儿童能得到斯科尔特萨米语教育，而另外一些则不能。尽管这些项目面临种种问题，但对于让新一代的人说斯科尔特萨米语非常重要。近年来，这些语言巢项目得到重新启动。
2005年，斯科尔特萨米语首次成为一门芬兰高中毕业考试的科目，虽然仅是作为外语。2012年一位斯科尔特萨米年轻人首次参加高中毕业考试中的斯科尔特萨米语母语科目考试。

## 字母表
斯科尔特萨米语使用拉丁字母及一些附加字母：
| А а | Â â | B b | C c | Č č | Ʒ ʒ | Ǯ ǯ | D d |
| Đ đ | E e | F f | G g | Ǧ ǧ | Ǥ ǥ | H h | I i |
| J j | K k | Ǩ ǩ | L l | M m | N n | Ŋ ŋ | O o |
| Õ õ | P p | R r | S s | Š š | T t | U u | V v |
| Z z | Ž ž | Å å | Ä ä | ʹ   |     |     |     |

另外字母  用于外来语词汇中。